# 東港靈聖堂
22°27′48″N 120°27′51″E / 22.463331°N 120.464164°E
東港靈聖堂，是位於臺灣屏東縣東港鎮船頭里的廟宇，供奉太平洋戰爭期間因船艦在南台灣外海被擊沉而身亡的日本人。殿內放置日本海軍旗，除神像外，並以日本人偶做為神體參拜。

## 歷史
以大鵬灣作為南進基地的日軍，選在目前此廟堂所在地作軍人火葬場。在戰後火葬場遺址只剩下一門焚化爐。民眾對此地繪聲繪影，多因懼怕而不願靠近。
依廟祝陳賢源所述約在1990年代末期，三船太郎將軍託夢，說他和大使山村敏郎連同三百多位官兵搭乘的船艦在鵝鑾鼻外海被美軍擊沈，遺體被送往此地火化，希望能為他們建廟收容。於是，陳賢源在火葬場搭建一座鐵皮屋神壇，並保留原先的焚化爐。
後來神壇常因颱風豪雨淹水，因此東港慈雲乾坤宮與其慈雲誦經團集資整建此廟，在2005年7月30日，亦即農曆六月二十五慶祝落成，恭請地藏王菩薩坐鎮。
2013年11月末，父執輩曾駐紮東港的日本人佐藤正幸，騎單車來東港尋根並尋覓此廟堂，由東港派出所員警王天皇帶路。但此廟連當地人都知道的少，員警在市區繞一圈、尋覓多廟才找到。
每年農曆正月初三為該堂的祭祀日，廟方將為亡靈普渡。

## 圖片

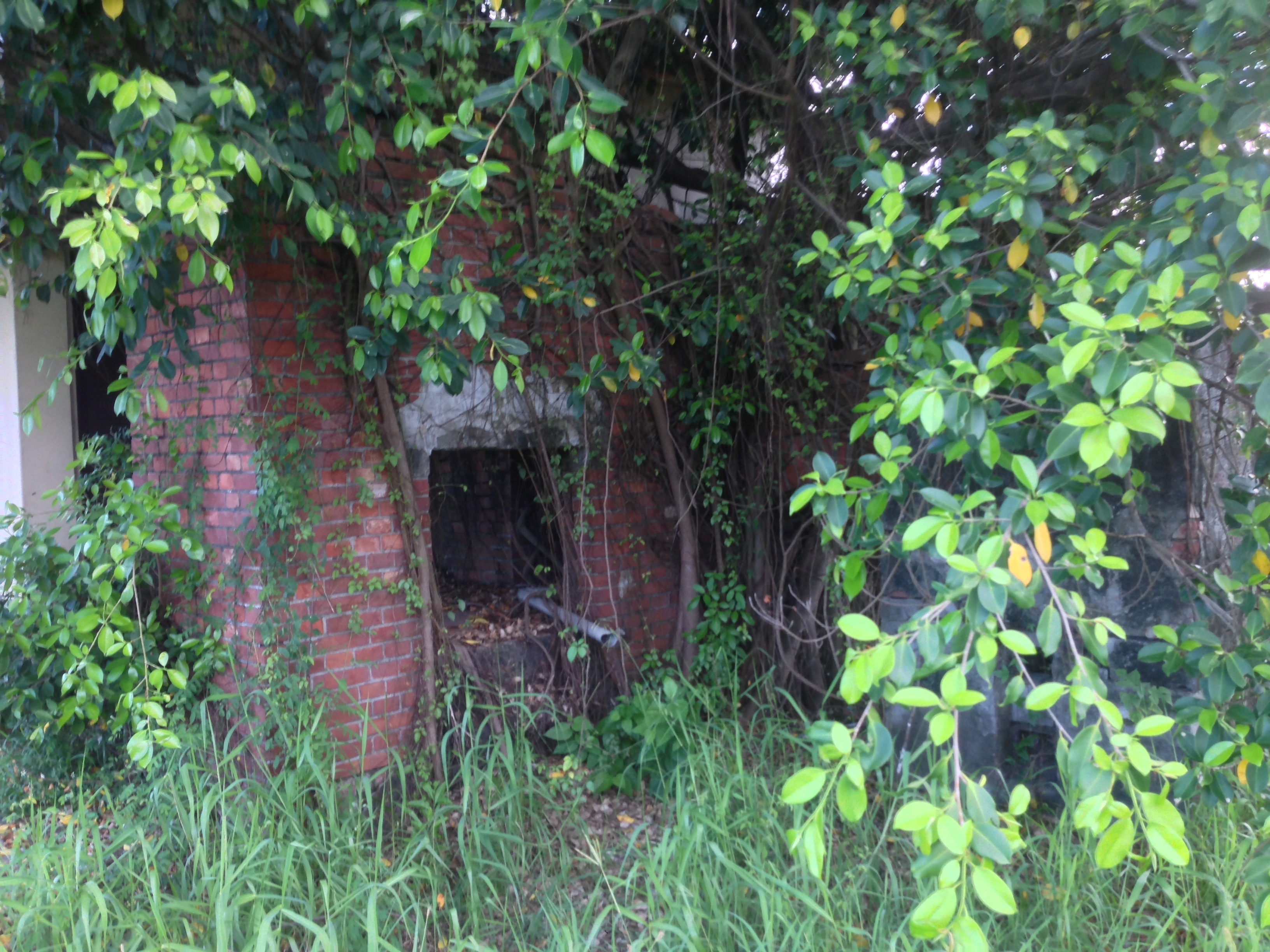
火葬場遺址
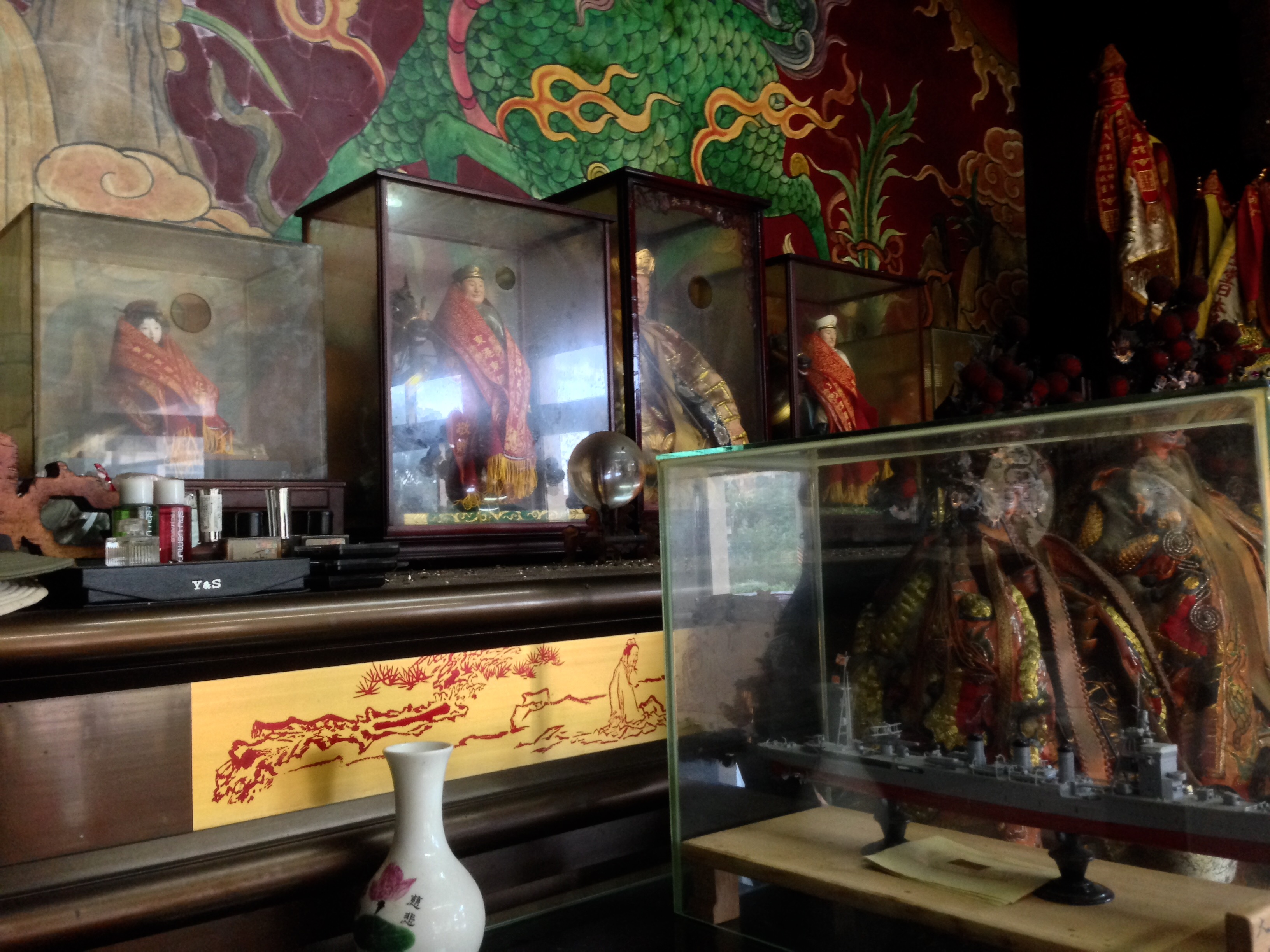
神像與船艦模型
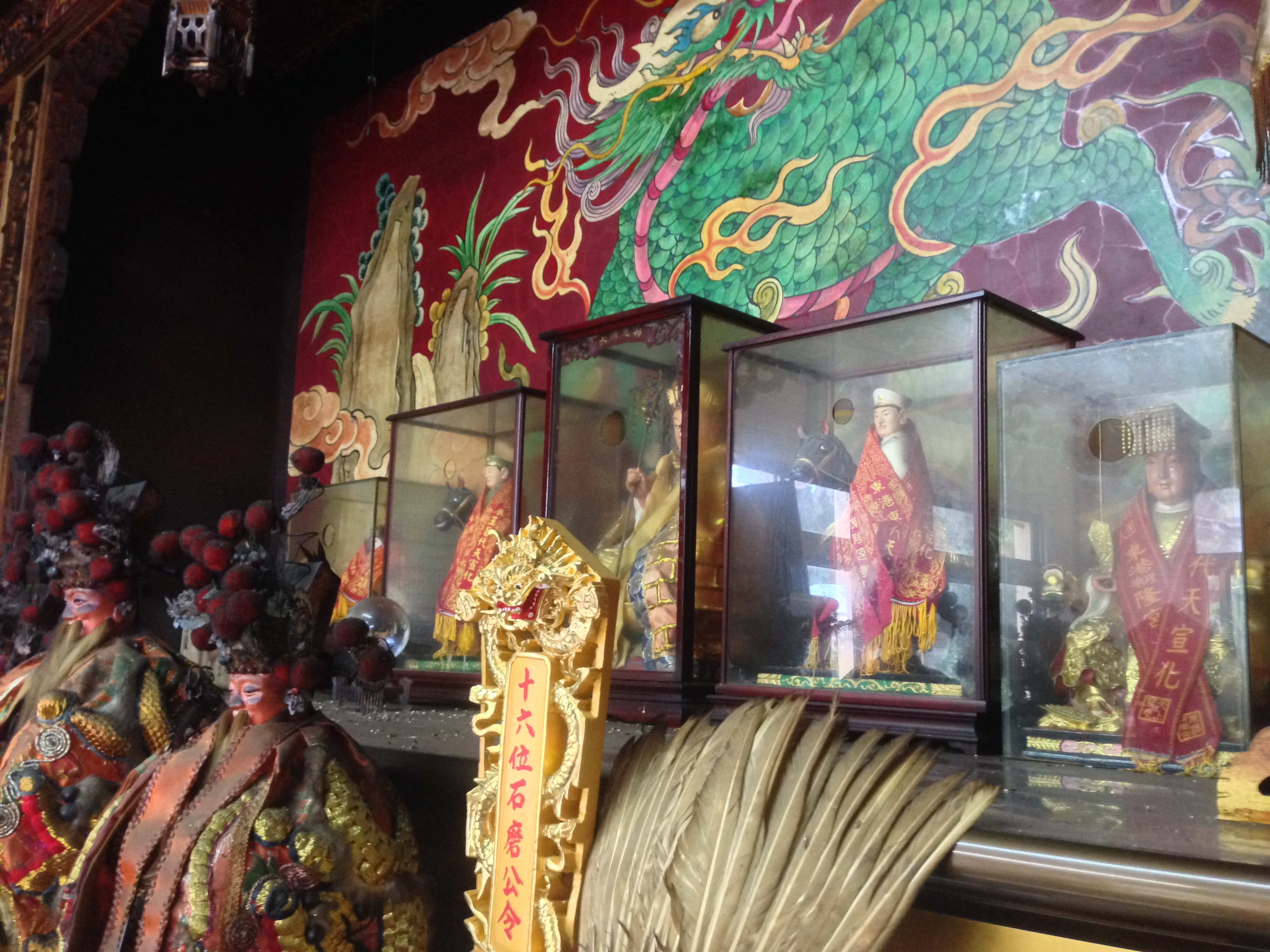
神像與石磨公令
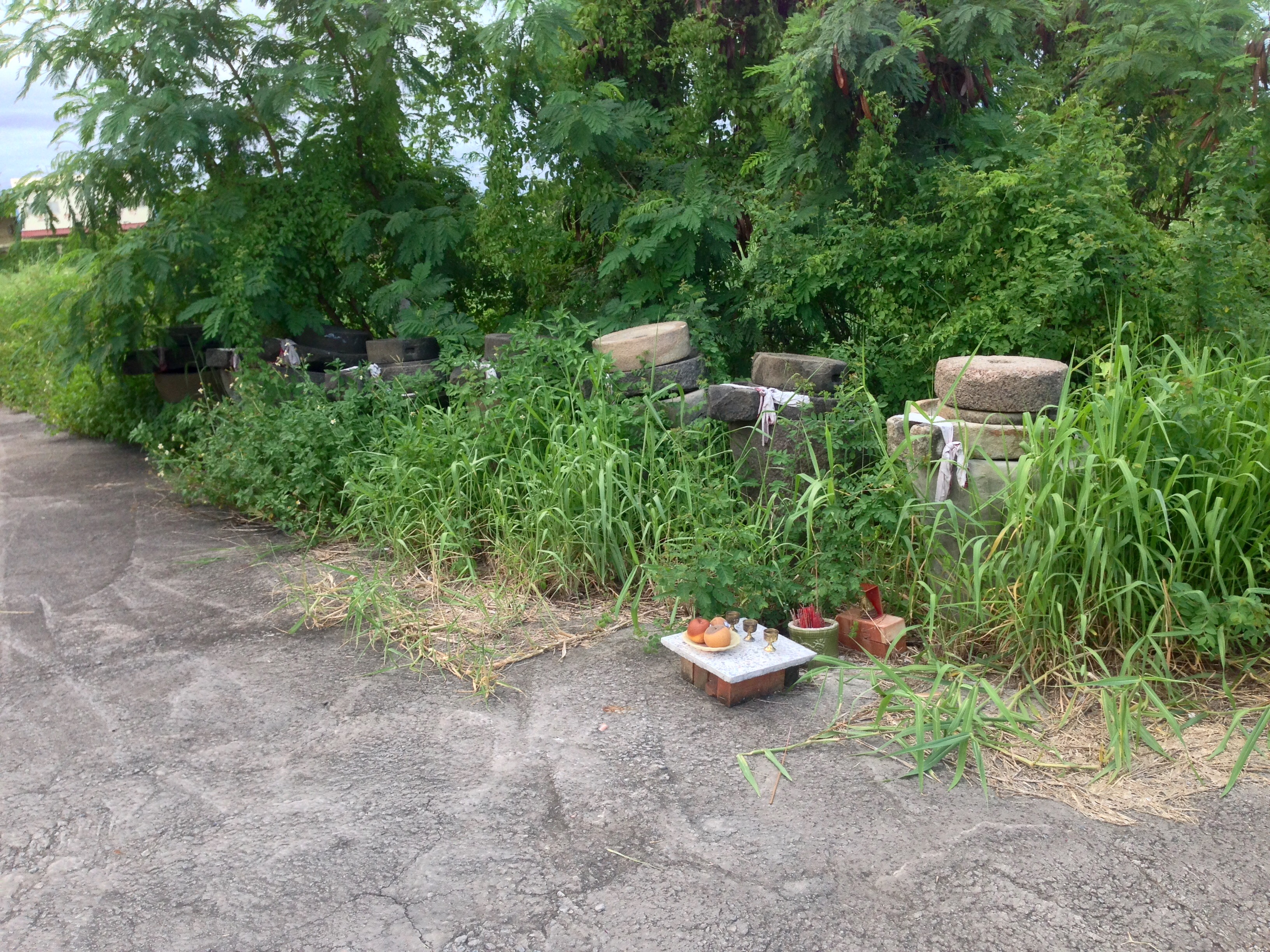
石磨臼
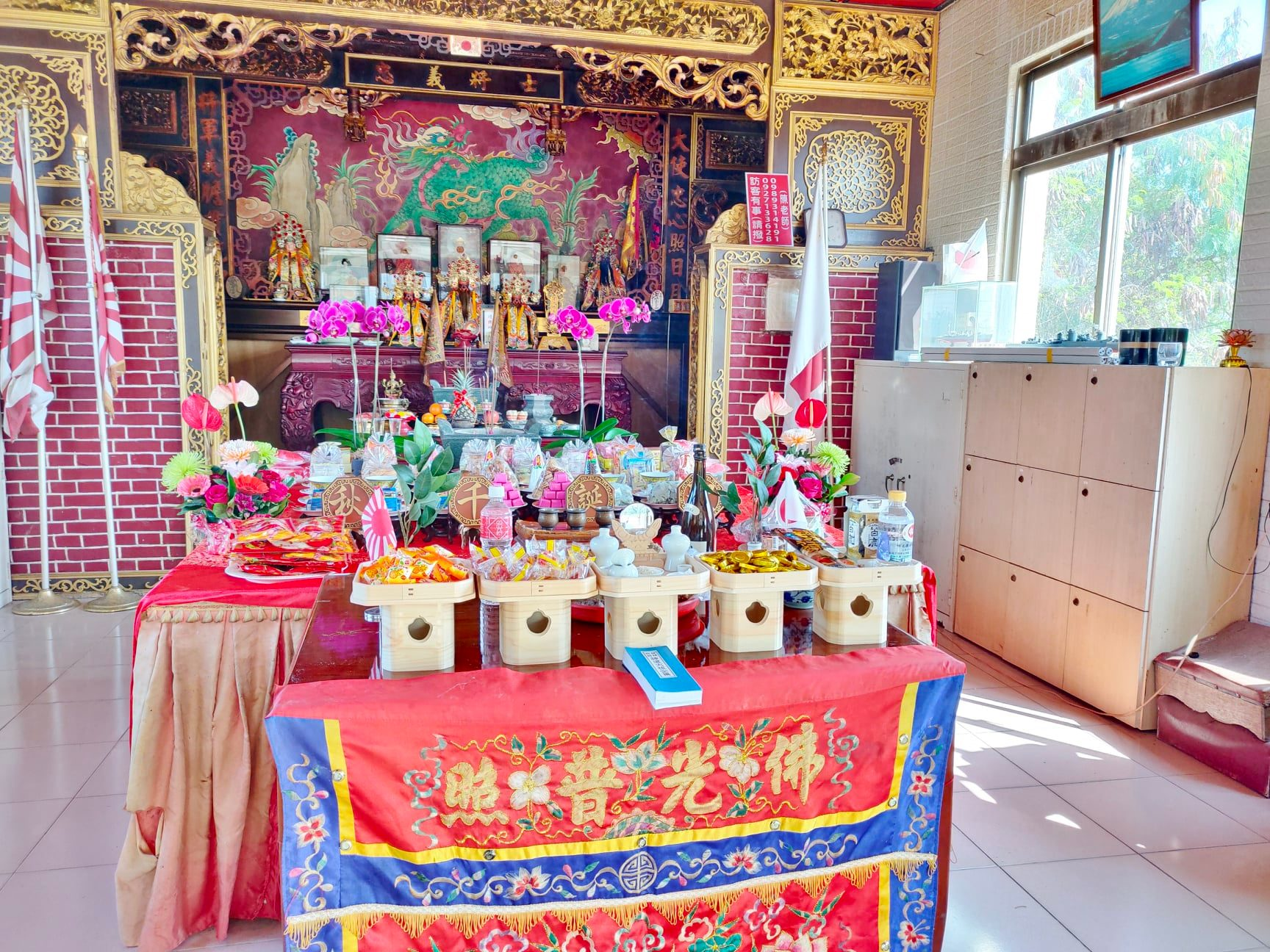
祭祀狀況

## 祭祀
除地藏王菩薩坐鎮，還有三尊被廟方視為將軍、大使、大使女兒兼醫師的日本人神像，分別喚作三船太郎、山村敏郎、山村久美。
以建廟之日農曆六月二十五作例祭來普渡。建廟當年的超渡法會，除品日本料理外，還特別製作六艘日本驅逐艦模型，分別貼著三村1及2號、大藏1及2號及日和1及2號的標記，作普渡儀式之用。其後普渡儀式也使用船艦模型，如2011年為兩艘七尺一吋長及一艘十八尺的木船、2012年為十一艘軍艦模型及六艘法船。陳賢源表示往年舉辦大型超度法會時，日本媒體、學者、民眾也會前往參訪、參拜。